# Copa Montañesa de Aviación
La Copa Montañesa de Aviación es una competición deportiva de aviación anual organizada por el Real Aero Club de Santander en Cantabria.

## Historia
La Copa Montañesa de Aviación tiene su origen el año 1914, con una competición cuyo trofeo fue donado por el rey Alfonso XIII. El vencedor de esa primera edición fue el piloto cántabro Salvador Hedilla Pineda. En la primera edición, con base en el aeródromo de La Albericia (Santander), la prueba consistía en realizar el mayor número de kilómetros en un día, saliendo o llegando al aeródromo cántabro.
Tras varias décadas sin disputarse, el Real Aero Club de Santander ha recuperado la prueba, que en la actualidad es de carácter anual. La Copa Montañesa de Aviación tiene como base el Aeropuerto de Santander, de donde parten y a donde llegan los competidores en cada una de las etapas de que consta la prueba.

## Palmarés
| Edición | Año  | Vencedor                                    | Provincia/Club                       |
| ------- | ---- | ------------------------------------------- | ------------------------------------ |
| I       | 1914 | Salvador Hedilla Hoya                       | Cantabria                            |
| II      | 2002 | Carlos Eugui Aguado / Beñat Eugui Odriozola | R.A.C. de Navarra                    |
| III     | 2003 | Carlos Eugui Aguado / Beñat Eugui Odriozola | R.A.C. de Navarra                    |
| IV      | 2004 | Carlos Eugui Aguado / Beñat Eugui Odriozola | R.A.C. de Navarra                    |
| V       | 2005 | Carlos Eugui Aguado / Jesús Más Menargues   | R.A.C. de Navarra / A.C. de Alicante |
| VI      | 2007 | Carlos Eugui Aguado / Jesús Más Menargues   | R.A.C. de Navarra / A.C. de Alicante |
| VII     | 2009 | Pablo Manuel Keenoy / Toni Farré Alandete   | R.A.C. de Vizcaya / R.A.C. de Lleida |
| VIII    | 2011 | Pablo Manuel Keenoy / José Ignacio Juez     | R.A.C. de Vizcaya                    |